# Opus mixtum

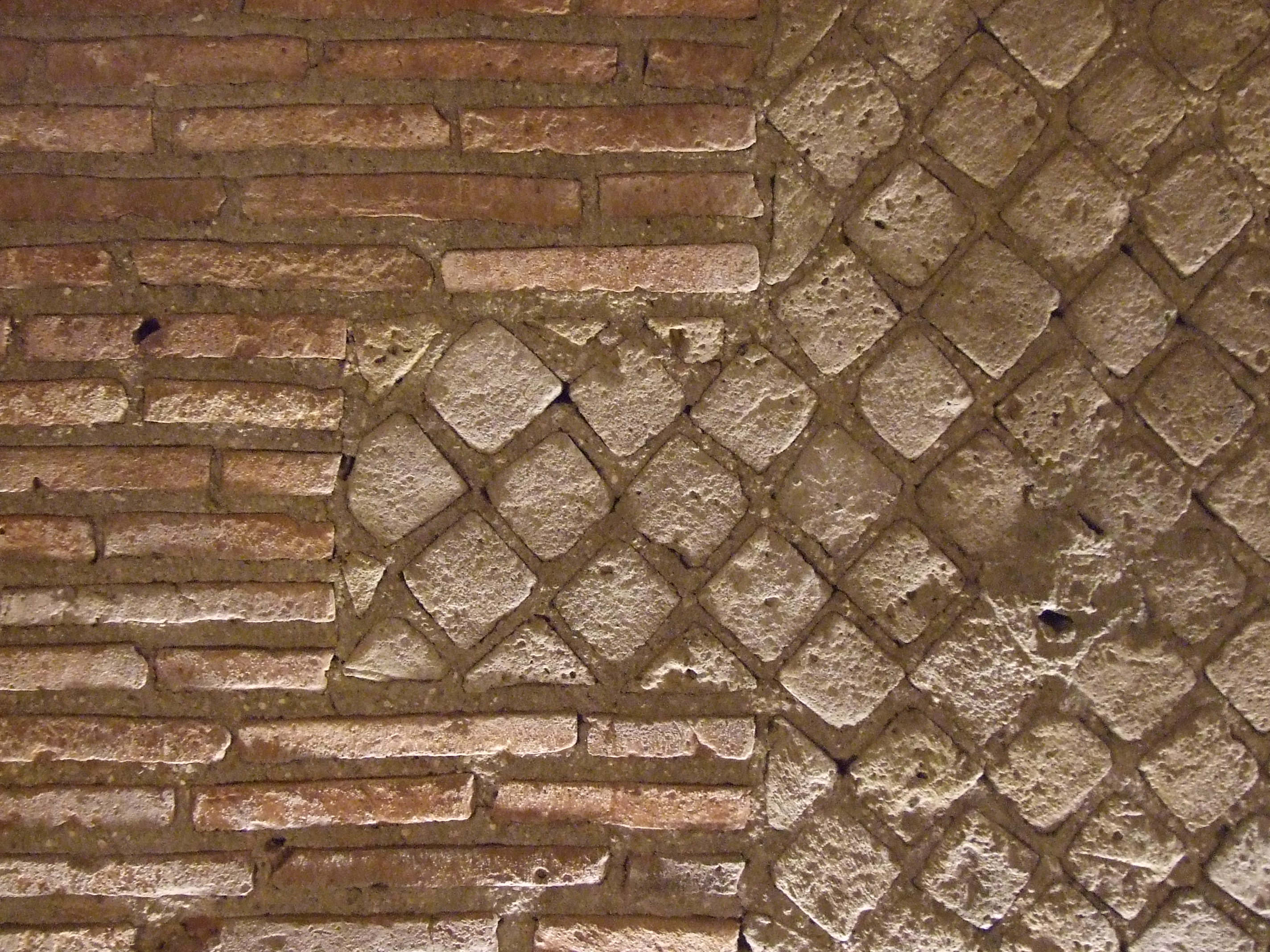
Exemple d'opus mixtum que comprèn opus reticulatum envoltat dopus latericium al teatre romà de Nàpols

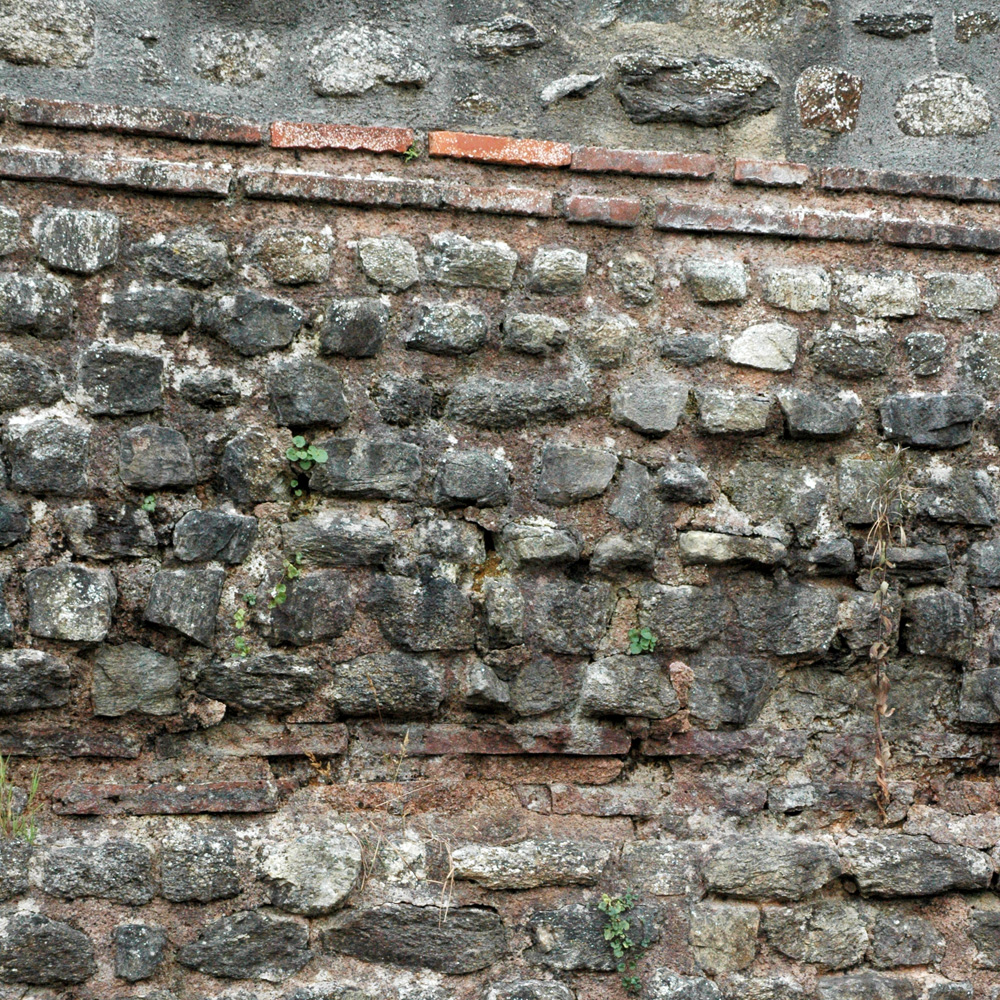
Exemple dopus mixtum al castell de Brest

L'opus mixtum (en llatí 'obra mixta'), opus vagecum ('obra barrejada') o opus compositum ('obra composta') va ser una tècnica constructiva de l'arquitectura de l'antiga Roma. Consisteix en una barreja d'opus reticulatum i opus latericium en els angles i costats, o d'opus vittatum i opus testaceum a la resta de l'estructura. Va ser emprada en particular a l'època de l'emperador Hadrià (segle ii).

## Monuments que utilitzen aquesta tècnica
- Monestir d'Ósios Loukàs, a Grècia
- Església de San Giorgio, a Milis (Sardenya)
- La Pietra di Morrecine, a Ortona (Abruços, Itàlia)
- Ruïnes de Coazzo, a Roma